# 뷰타인
뷰타인(Butyne) 또는 부틴은 4개의 탄소와 6개의 수소를 포함하는 알카인이다. 이는 하나의 삼중 결합을 포함하고 두 개의 이성질체 유기 화합물을 포함한다:
- 1-뷰타인
- 2-뷰타인

## 같이 보기
- 뷰테인
- 뷰텐

| Disambiguation icon | 이 문서는 명칭이 같은 여러 화합물을 연결하는 색인 문서입니다. |